# Giochi della XXVII Olimpiade
I Giochi della XXVII Olimpiade (in inglese: Games of the XXVII Olympiad), noti anche come Sydney 2000, si tennero a Sydney, in Australia, dal 15 settembre al 1º ottobre 2000. Si trattò della seconda edizione delle Olimpiadi ospitate nell’emisfero australe dopo l’edizione del 1956. 

## Assegnazione
Sydney è stata eletta città organizzatrice dei Giochi della XXVII Olimpiade, battendo la concorrenza di Pechino, Berlino, Istanbul e Manchester, il 24 settembre 1993 durante la 101ª assemblea del CIO tenutasi a Monte Carlo.
Secondo il The New York Times, dopo l'assegnazione dei Giochi, studenti universitari di Pechino programmarono di protestare davanti all'ambasciata americana, ma lo schieramento della polizia intorno ai campus universitari proibì questa evenienza. Furono anche diffuse notizie riguardo ad un possibile boicottaggio degli allora prossimi Giochi della XXVI Olimpiade di Atlanta del 1996. I servizi di intelligence americana dichiararono inoltre, prima dell'assegnazione, che in caso di sconfitta il governo cinese avrebbe ripreso i test nucleari in violazione della moratoria internazionale.
| Città      | Stato       | 1ª votazione | 2ª votazione | 3ª votazione | 4ª votazione |
| ---------- | ----------- | ------------ | ------------ | ------------ | ------------ |
| Sydney     | Australia   | 30           | 30           | 37           | 45           |
| Pechino    | Cina        | 32           | 37           | 40           | 43           |
| Manchester | Regno Unito | 11           | 13           | 11           | —            |
| Berlino    | Germania    | 9            | 9            | —            | —            |
| Istanbul   | Turchia     | 7            | —            | —            | —            |

## Sviluppo e preparazione

### Organizzazione
Nelle Olimpiadi del 2000, l'Australia seppe dimostrare perfettamente la sua ottima organizzazione: le strutture sportive furono sempre eccezionali e all'avanguardia, i servizi furono eccellenti durante tutto il corso dell'Olimpiade e inoltre bisogna anche ricordare la perfetta copertura radiotelevisiva che venne offerta. In sintesi, nulla venne lasciato al caso. Durante la cerimonia di chiusura, Juan Antonio Samaranch, allora presidente del CIO, elogiò espressamente quest'olimpiade definendola "la migliore di tutte fino ad allora celebrate".

### Sedi di gara

#### Sydney
- NSW Tennis Centre (tennis)

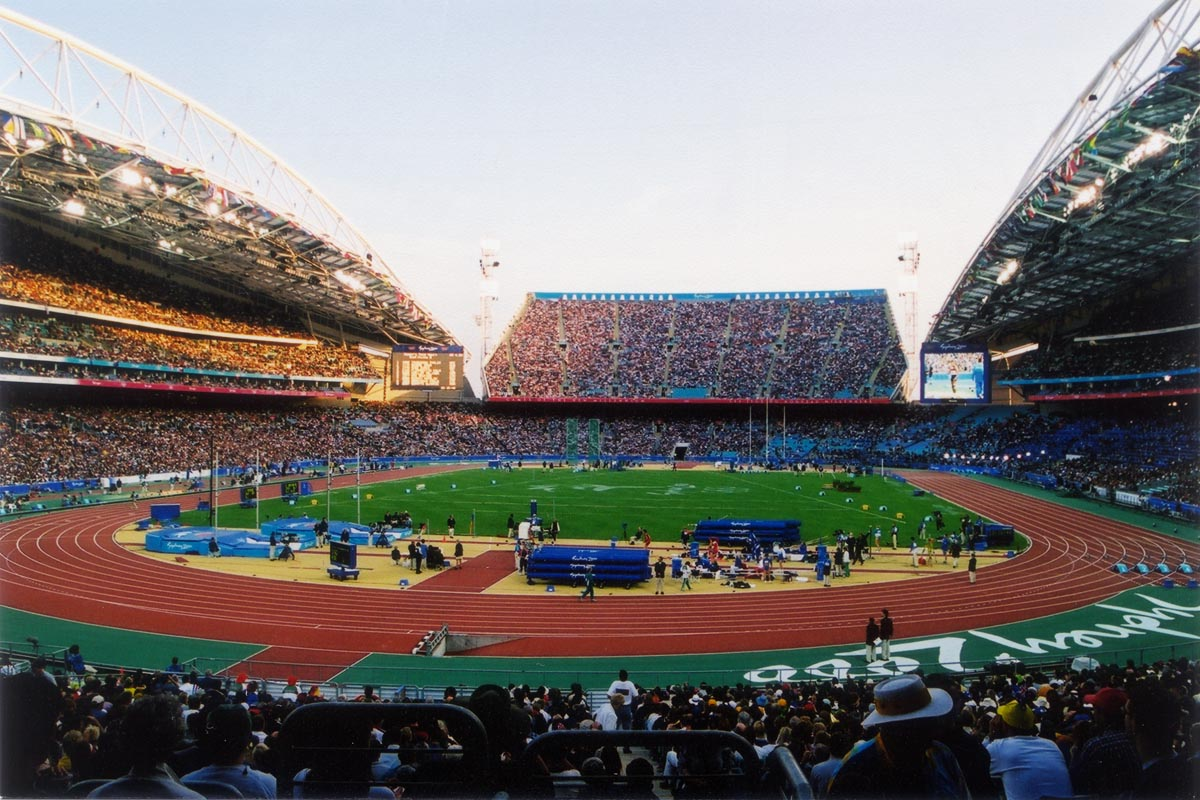
Stadium Australia durante i Giochi

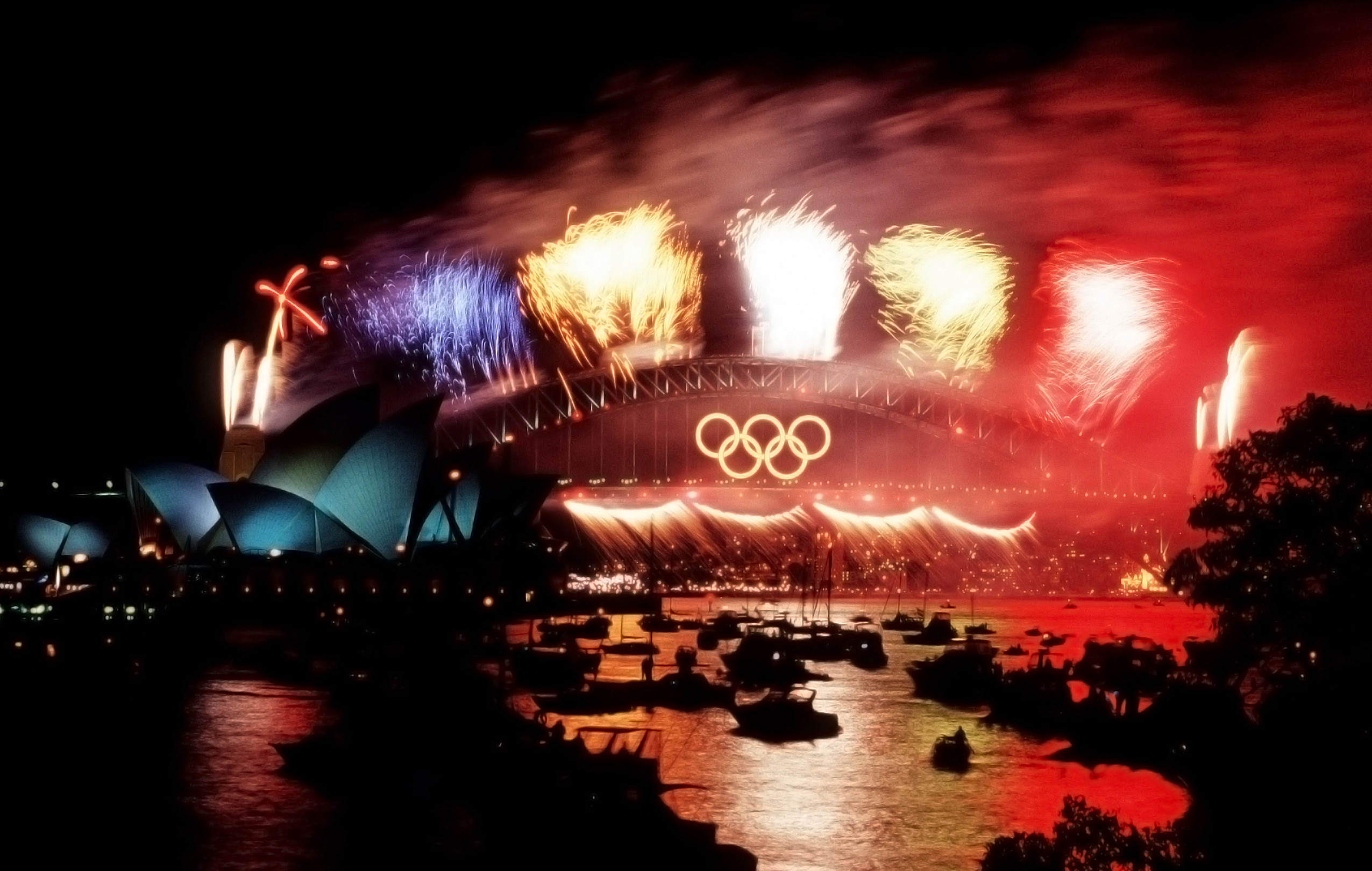
Fuochi d'artificio sull'Harbour Bridge durante la cerimonia di chiusura

- Stadium Australia (cerimonie (apertura/chiusura), atletica leggera, calcio (finale))
- State Hockey Centre (hockey su prato)
- State Sports Centre (tennistavolo, taekwondo)
- Sydney Baseball Stadium (baseball (finale), pentathlon moderno (equitazione, corsa))
- Sydney International Archery Park (tiro con l'arco)
- Sydney International Aquatic Centre (tuffi, pentathlon moderno (nuoto), nuoto, nuoto sincronizzato, pallanuoto (finale maschile))
- Sydney SuperDome (pallacanestro (finali), ginnastica (artistica/ trampolino))
- The Dome and Exhibition Complex (badminton, pallacanestro, ginnastica (trampolino), pallamano, pentathlon moderno (scherma, tiro), pallavolo (indoor))
- Blacktown Olympic Park (baseball, softball)
- Bondi Beach (beach volley)
- Centennial Parklands (ciclismo su strada)
- Dunc Gray Velodrome (ciclismo su pista)
- Fairfield City Farm (mountain bike))
- Marathon course (atletica leggera (maratona))
- North Sydney Athletics (atletica leggera (partenza maratona))
- Olympic Sailing Shore Base (vela)
- Penrith Whitewater Stadium (canoa (slalom))
- Ryde Aquatic Leisure Centre (pallanuoto (finale femminile))
- Sydney Convention and Exhibition Centre (pugilato, scherma, judo, sollevamento pesi, lotta greco-romana)
- Sydney Entertainment Centre (pallavolo (finale indoor))
- Sydney Football Stadium (calcio (finale femminile))
- Sydney International Equestrian Centre (equitazione)
- Sydney International Regatta Centre (Canoa (sprint), canottaggio)
- Sydney International Shooting Centre (tiro)
- Sydney Opera House (triathlon)

#### Altre città
- Brisbane Cricket Ground, Brisbane (calcio)
- Canberra Stadium, Canberra (calcio)
- Hindmarsh Stadium, Adelaide (calcio)
- Melbourne Cricket Ground, Melbourne (calcio)

### Simboli

#### Mascotte
Tre le mascotte di Sydney 2000: Olly (scritto sottolineato), un kookaburra, Syd. (scritto con punto), un ornitorinco, Millie, un'echidna, sono appunto i tre animali nativi dell'Australia scelti come mascotte dei Giochi Olimpici di Sydney 2000. Questi animali australiani rappresentano rispettivamente l'aria, l'acqua e la terra, mentre i nomi ricordano l'Olimpiade (Olly), Sydney (Syd.), e il nuovo Millennio (Millie).

## I Giochi

### Paesi partecipanti

Nazioni partecipanti

A questa edizione dei Giochi olimpici hanno partecipato 199 paesi, due in più rispetto all'edizione precedente. Quattro atleti di Timor Est hanno gareggiato sotto bandiera olimpica in qualità di "Atleti Olimpici Individuali". Eritrea, Micronesia e Palau erano alla loro prima partecipazione.
L'unica delegazione assente ai Giochi di Sydney, seppur presente nel 1996, è stata quella afgana, esclusa a causa delle leggi discriminatorie verso le donne in ambito sportivo. La lista segue l'ordine alfabetico, tra parentesi è indicato il numero di atleti facenti parte della delegazione.
- Albania (4)
- Algeria (47)
- Andorra (5)
- Angola (30)
- Antille Olandesi (3)
- Atleti Olimpici Individuali (4)
- Arabia Saudita 18
- Argentina (143)
- Armenia (25)
- Aruba (5)
- Australia (632) (paese ospitante)
- Austria (92)
- Azerbaigian (29)
- Bahamas (25)
- Bahrein (2)
- Bangladesh (4)
- Barbados (18)
- Belgio (68)
- Belize (2)
- Benin (4)
- Bermuda (6)
- Bhutan (2)
- Bielorussia (139)
- Birmania (7)
- Bolivia (5)
- Bosnia ed Erzegovina (9)
- Botswana (7)
- Brasile (205)
- Brunei (1)
- Bulgaria (91)
- Burkina Faso (1)
- Burundi (6)
- Cambogia (4)
- Camerun (34)
- Canada (294)
- Capo Verde (2)
- Ciad (2)
- Cile (50)
- Cina (271)
- Taipei cinese (74)
- Cipro (22)
- Colombia (44)
- Comore (2)
- Corea del Nord (31)
- Corea del Sud (281)
- Costa Rica (7)
- Costa d'Avorio (14)
- Croazia (88)
- Cuba (229)
- Danimarca (97)
- Dominica (4)
- Ecuador (10)
- Egitto (89)
- El Salvador (8)
- Emirati Arabi Uniti (4)
- Eritrea (3)
- Estonia (33)
- Etiopia (26)
- Figi (7)
- Filippine (21)
- Finlandia (70)
- Francia (336)
- Gabon (5)
- Gambia (2)
- Georgia (36)
- Germania (422)
- Ghana (22)
- Giamaica (48)
- Giappone (266)
- Gibuti (2)
- Giordania (8)
- Gran Bretagna (332)
- Grecia (140)
- Grenada (3)
- Guam (7)
- Guatemala (15)
- Guinea (6)
- Guinea-Bissau (3)
- Guinea Equatoriale (4)
- Guyana (4)
- Haiti (5)
- Honduras (20)
- Hong Kong (31)
- India (65)
- Indonesia (47)
- Iran (35)
- Iraq (4)
- Irlanda (64)
- Islanda (18)
- Isole Cayman (3)
- Isole Cook (3)
- Isole Salomone (2)
- Isole Vergini Americane (9)
- Isole Vergini Britanniche (1)
- Israele (39)
- Italia (361)
- Jugoslavia (111)
- Kazakistan (130)
- Kenya (56)
- Kirghizistan (18)
- Kuwait (29)
- Laos (3)
- Lesotho (6)
- Lettonia (45)
- Libano (6)
- Liberia (8)
- Libia (3)
- Liechtenstein (2)
- Lituania (61)
- Lussemburgo (7)
- Macedonia (8)
- Madagascar (11)
- Malawi (2)
- Malaysia (40)
- Maldive (4)
- Mali (5)
- Malta (7)
- Marocco (55)
- Mauritania (2)
- Mauritius (20)
- Messico (78)
- Micronesia (5)
- Moldavia (34)
- Mongolia (20)
- Mozambico (5)
- Namibia (12)
- Nauru (2)
- Nepal (5)
- Nicaragua (6)
- Niger (4)
- Nigeria (83)
- Norvegia (95)
- Nuova Zelanda (151)
- Oman (6)
- Paesi Bassi (243)
- Pakistan (26)
- Palau (5)
- Palestina (2)
- Panama (6)
- Papua Nuova Guinea (5)
- Paraguay (5)
- Perù (21)
- Polonia (187)
- Portogallo (62)
- Porto Rico (29)
- Monaco (4)
- Qatar (17)
- Rep. Ceca (119)
- Rep. Centrafricana (3)
- RD del Congo (3)
- Rep. del Congo (4)
- Rep. Dominicana (13)
- Romania (145)
- Ruanda (5)
- Russia (435)
- Saint Kitts e Nevis (2)
- Saint Lucia (5)
- Saint Vincent e Grenadine (4)
- Samoa (5)
- Samoa Americane (5)
- San Marino (4)
- São Tomé e Príncipe (2)
- Senegal (26)
- Seychelles (9)
- Sierra Leone (3)
- Singapore (14)
- Siria (8)
- Slovacchia (114)
- Slovenia (74)
- Somalia (2)
- Spagna (326)
- Sri Lanka (18)
- Stati Uniti (586)
- Sudafrica (127)
- Sudan (3)
- Suriname (4)
- Svezia (149)
- Svizzera (105)
- Swaziland (6)
- Tagikistan (4)
- Tanzania (4)
- Thailandia (52)
- Togo (3)
- Tonga (3)
- Trinidad e Tobago (19)
- Tunisia (47)
- Turchia (57)
- Turkmenistan (8)
- Ucraina (230)
- Uganda (13)
- Ungheria (178)
- Uruguay (14)
- Uzbekistan (70)
- Vanuatu (3)
- Venezuela (50)
- Vietnam (7)
- Yemen (2)
- Zambia (8)
- Zimbabwe (16)

### Discipline
| Sport            | Disciplina           | Maschile | Femminile | Misti | Totali |
| ---------------- | -------------------- | -------- | --------- | ----- | ------ |
| Atletica leggera | Atletica leggera     | 24       | 22        |       | 46     |
| Badminton        | Badminton            | 2        | 2         | 1     | 5      |
| Baseball         | Baseball             | 1        |           |       | 1      |
| Calcio           | Calcio               | 1        | 1         |       | 2      |
| Canoa/kayak      | In acque libere      | 9        | 3         |       | 12     |
| Canoa/kayak      | Slalom               | 3        | 1         |       | 4      |
| Canoa/kayak      | Totale               | 12       | 4         |       | 16     |
| Canottaggio      | Canottaggio          | 8        | 6         |       | 14     |
| Ciclismo         | Ciclismo su strada   | 2        | 2         |       | 4      |
| Ciclismo         | Ciclismo su pista    | 8        | 4         |       | 12     |
| Ciclismo         | Mountain bike        | 1        | 1         |       | 2      |
| Ciclismo         | Totale               | 11       | 7         |       | 18     |
| Equitazione      | Salto ostacoli       |          |           | 2     | 2      |
| Equitazione      | Dressage             |          |           | 2     | 2      |
| Equitazione      | Concorso completo    |          |           | 2     | 2      |
| Equitazione      | Totale               |          |           | 6     | 6      |
| Ginnastica       | Ginnastica artistica | 8        | 6         |       | 14     |
| Ginnastica       | Ginnastica ritmica   |          | 2         |       | 2      |
| Ginnastica       | Trampolino elastico  | 1        | 1         |       | 2      |
| Ginnastica       | Totale               | 9        | 9         |       | 18     |
| Hockey su prato  | Hockey su prato      | 1        | 1         |       | 2      |
| Judo             | Judo                 | 7        | 7         |       | 14     |
| Lotta            | Lotta libera         | 8        |           |       | 8      |
| Lotta            | Lotta greco-romana   | 8        |           |       | 8      |
| Lotta            | Totale               | 16       |           |       | 16     |

| Sport              | Disciplina          | Maschile | Femminile | Misti | Totali |
| ------------------ | ------------------- | -------- | --------- | ----- | ------ |
| Sport acquatici    | Nuoto               | 16       | 16        |       | 32     |
| Sport acquatici    | Tuffi               | 4        | 4         |       | 8      |
| Sport acquatici    | Nuoto sincronizzato |          | 2         |       | 2      |
| Sport acquatici    | Pallanuoto          | 1        | 1         |       | 2      |
| Sport acquatici    | Totale              | 21       | 23        |       | 44     |
| Pallacanestro      | Pallacanestro       | 1        | 1         |       | 2      |
| Pallamano          | Pallamano           | 1        | 1         |       | 2      |
| Pallavolo          | Beach volley        | 1        | 1         |       | 2      |
| Pallavolo          | Pallavolo           | 1        | 1         |       | 2      |
| Pallavolo          | Totale              | 2        | 2         |       | 4      |
| Pentathlon moderno | Pentathlon moderno  | 1        | 1         |       | 2      |
| Pugilato           | Pugilato            | 12       |           |       | 12     |
| Scherma            | Scherma             | 6        | 4         |       | 10     |
| Softball           | Softball            |          | 1         |       | 1      |
| Sollevamento pesi  | Sollevamento pesi   | 8        | 7         |       | 15     |
| Taekwondo          | Taekwondo           | 4        | 4         |       | 8      |
| Tennis             | Tennis              | 2        | 2         |       | 4      |
| Tennistavolo       | Tennistavolo        | 2        | 2         |       | 4      |
| Tiro               | Carabina            | 3        | 2         |       | 5      |
| Tiro               | Pistola             | 3        | 2         |       | 5      |
| Tiro               | Tiro al piattello   | 3        | 3         |       | 6      |
| Tiro               | Totale              | 9        | 7         |       | 16     |
| Tiro con l'arco    | Tiro con l'arco     | 2        | 2         |       | 4      |
| Triathlon          | Triathlon           | 1        | 1         |       | 2      |
| Vela               | Vela                | 8        | 3         |       | 11     |
| Totale (28 sport)  | Totale (28 sport)   | 172      | 120       | 7     | 300    |

### Calendario degli eventi
| ● | Cerimonia d'apertura |  | Competizioni |  | Finali | G | Galà della ginnastica | ● | Cerimonia di chiusura |

| Settembre/Ottobre 2000 | Settembre/Ottobre 2000 | Mer 13 | Gio 14 | Ven 15 | Sab 16 | Dom 17 | Lun 18 | Mar 19 | Mer 20 | Gio 21 | Ven 22 | Sab 23 | Dom 24 | Lun 25 | Mar 26 | Mer 27 | Gio 28 | Ven 29 | Sab 30 | Dom 1 | Totale |
| ---------------------- | ---------------------- | ------ | ------ | ------ | ------ | ------ | ------ | ------ | ------ | ------ | ------ | ------ | ------ | ------ | ------ | ------ | ------ | ------ | ------ | ----- | ------ |
| Cerimonia d'apertura   | Cerimonia d'apertura   |        |        | AC     |        |        |        |        |        |        |        |        |        |        |        |        |        |        |        | CC    | N.D.   |
| Sport acquatici        | Tuffi                  |        |        |        |        |        |        |        |        |        | ●      | 2      | 1      | ●      | 1      | ●      | 3      | ●      | 1      |       | 44     |
| Sport acquatici        | Nuoto                  |        |        |        | 4      | 4      | 4      | 4      | 4      | 4      | 4      | 4      |        |        |        |        |        |        |        |       | 44     |
| Sport acquatici        | Nuoto artistico        |        |        |        |        |        |        |        |        |        |        |        | ●      | ●      | 1      |        | ●      | 1      |        |       | 44     |
| Sport acquatici        | Pallanuoto             |        |        |        | ●      | ●      | ●      | ●      | ●      |        | ●      | 1      | ●      | ●      | ●      | ●      |        | ●      | ●      | 1     | 44     |
| Tiro con l'arco        | Tiro con l'arco        |        |        |        | ●      | ●      | ●      | 1      | 1      | 1      | 1      |        |        |        |        |        |        |        |        |       | 4      |
| Atletica leggera       | Atletica leggera       |        |        |        |        |        |        |        |        |        | 2      | 3      | 5      | 9      |        | 7      | 6      | 5      | 8      | 1     | 46     |
| Badminton              | Badminton              |        |        |        | ●      | ●      | ●      | ●      | 2      | 1      | 2      |        |        |        |        |        |        |        |        |       | 5      |
| Baseball/Softball      |                        |        |        |        |        |        |        |        |        |        |        |        |        |        |        |        |        |        |        |       |        |
| Baseball               |                        |        |        |        | ●      | ●      | ●      | ●      |        | ●      | ●      | ●      |        | ●      | 1      |        |        |        |        | 2     |        |
| Softball               |                        |        |        |        | ●      | ●      | ●      | ●      | ●      | ●      | ●      |        | ●      | 1      |        |        |        |        |        | 2     |        |
| Pallacanestro          | Pallacanestro          |        |        |        | ●      | ●      | ●      | ●      | ●      | ●      | ●      | ●      | ●      | ●      | ●      | ●      | ●      | ●      | 1      | 1     | 2      |
| Pugilato               | Pugilato               |        |        |        | ●      | ●      | ●      | ●      | ●      | ●      | ●      | ●      | ●      |        | ●      | ●      | ●      | ●      | 6      | 6     | 12     |
| Canoa/kayak            | Slalom                 |        |        |        |        | ●      | 2      | ●      | 2      |        |        |        |        |        |        |        |        |        |        |       | 16     |
| Canoa/kayak            | Velocità               |        |        |        |        |        |        |        |        |        |        |        |        |        | ●      | ●      | ●      | ●      | 6      | 6     | 16     |
| Ciclismo               | Ciclismo su strada     |        |        |        |        |        |        |        |        |        |        |        |        |        | 1      | 1      |        |        | 2      |       | 18     |
| Ciclismo               | BMX                    |        |        |        | 2      | 2      | 1      | 1      | 3      | 3      |        |        |        |        |        |        |        |        |        |       | 18     |
| Ciclismo               | Mountain bike          |        |        |        |        |        |        |        |        |        |        | 1      | 1      |        |        |        |        |        |        |       | 18     |
| Equitazione            | Equitazione            |        |        |        | ●      |        | ●      | 1      | ●      | ●      | 1      |        |        | ●      | 1      |        | 1      | ●      | 1      | 1     | 6      |
| Scherma                | Scherma                |        |        |        | 1      | 1      | 1      | 1      | 1      | 2      | 1      | 1      | 1      |        |        |        |        |        |        |       | 10     |
| Hockey su prato        | Hockey su prato        |        |        |        | ●      | ●      | ●      | ●      | ●      | ●      | ●      | ●      | ●      | ●      | ●      | ●      | ●      | 1      | 1      |       | 2      |
| Calcio                 | Calcio                 | ●      | ●      |        | ●      | ●      |        | ●      | ●      |        | ●      | ●      |        | ●      | ●      |        | 1      | ●      | 1      |       | 2      |
| Ginnastica             | Ginnastica artistica   |        |        |        | ●      | ●      | 1      | 1      | 1      | 1      |        |        | 5      | 5      |        |        |        |        |        |       | 18     |
| Ginnastica             | Ginnastica ritmica     |        |        |        |        |        |        |        |        |        |        |        |        |        |        |        | ●      | ●      | 1      | 1     | 18     |
| Ginnastica             | Trampolino elastico    |        |        |        |        |        |        |        |        |        | 1      | 1      |        |        |        |        |        |        |        |       | 18     |
| Pallamano              | Pallamano              |        |        |        | ●      | ●      | ●      | ●      | ●      | ●      | ●      | ●      | ●      | ●      | ●      |        | ●      | ●      | 1      | 1     | 2      |
| Judo                   | Judo                   |        |        |        | 2      | 2      | 2      | 2      | 2      | 2      | 2      |        |        |        |        |        |        |        |        |       | 14     |
| Penthatlon moderno     | Penthatlon moderno     |        |        |        |        |        |        |        |        |        |        |        |        |        |        |        |        |        | 1      | 1     | 2      |
| Canottaggio            | Canottaggio            |        |        |        |        | ●      | ●      | ●      | ●      | ●      | ●      | 7      | 7      |        |        |        |        |        |        |       | 14     |
| Vela                   | Vela                   |        |        |        |        | ●      | ●      | ●      | ●      | ●      | ●      | ●      | 3      | 1      | ●      |        | 2      | 2      | 3      |       | 11     |
| Tiro a segno/volo      | Tiro a segno/volo      |        |        |        | 2      | 2      | 2      | 2      | 3      | 2      | 2      |        |        |        |        |        |        |        |        |       | 17     |
| Tennistavolo           | Tennistavolo           |        |        |        | ●      | ●      | ●      | ●      | ●      | ●      | 1      | 1      | 1      | 1      |        |        |        |        |        |       | 4      |
| Taekwondo              | Taekwondo              |        |        |        |        |        |        |        |        |        |        |        |        |        |        | 2      | 2      | 2      | 2      |       | 8      |
| Tennis                 | Tennis                 |        |        |        |        |        |        | ●      | ●      | ●      | ●      | ●      | ●      | ●      | ●      | 2      | 2      |        |        |       | 4      |
| Triathlon              | Triathlon              |        |        |        | 1      | 1      |        |        |        |        |        |        |        |        |        |        |        |        |        |       | 2      |
| Pallavolo              | Beach volley           |        |        |        | ●      | ●      | ●      | ●      |        | ●      | ●      | ●      | ●      | 1      | 1      |        |        |        |        |       | 4      |
| Pallavolo              | Pallavolo              |        |        |        | ●      | ●      | ●      | ●      | ●      | ●      | ●      | ●      | ●      | ●      | ●      | ●      | ●      | ●      | 1      | 1     | 4      |
| Sollevamento pesi      | Sollevamento pesi      |        |        |        | 1      | 2      | 2      | 2      | 2      |        | 2      | 1      | 1      | 1      | 1      |        |        |        |        |       | 15     |
| Lotta                  | Lotta                  |        |        |        |        |        |        |        |        |        |        |        | ●      | ●      | 4      | 4      | ●      | ●      | 4      | 4     | 16     |
| Medaglie               | Medaglie               |        |        |        | 13     | 14     | 15     | 15     | 18     | 18     | 18     | 26     | 25     | 18     | 11     | 17     | 17     | 11     | 40     | 24    | 300    |
| Settembre/Ottobre 2000 | Settembre/Ottobre 2000 | Mer 13 | Gio 14 | Ven 15 | Sab 16 | Dom 17 | Lun 18 | Mar 19 | Mer 20 | Gio 21 | Ven 22 | Sab 23 | Dom 24 | Lun 25 | Mar 26 | Mer 27 | Gio 28 | Ven 29 | Sab 30 | Dom 1 | Totale |

## Risultati

### Medagliere
Nazione ospitante 
| Pos. | Paese         | Oro | Argento | Bronzo | Totale |
| ---- | ------------- | --- | ------- | ------ | ------ |
| 1    | Stati Uniti   | 36  | 24      | 31     | 91     |
| 2    | Russia        | 32  | 28      | 29     | 89     |
| 3    | Cina          | 28  | 16      | 15     | 59     |
| 4    | Australia     | 16  | 25      | 17     | 58     |
| 5    | Germania      | 13  | 17      | 26     | 56     |
| 6    | Francia       | 13  | 14      | 11     | 38     |
| 7    | Italia        | 13  | 8       | 13     | 34     |
| 8    | Paesi Bassi   | 12  | 9       | 4      | 25     |
| 9    | Cuba          | 11  | 11      | 7      | 29     |
| 10   | Gran Bretagna | 11  | 10      | 7      | 28     |

### Protagonisti
- Maurice Greene (medaglia d'oro anche nella staffetta 4x100) con 9"87 e Marion Jones con 10"75 trionfano nei 100 metri.
- Michael Johnson, alla sua ultima gara olimpica, trionfa nei 400 metri.
- Cathy Freeman, atleta aborigena australiana, vince nei 400 metri femminili e passa alla storia anche perché la sua vittoria viene considerata come uno schiaffo al razzismo. La Freeman ha inoltre portato la fiaccola olimpica durante la cerimonia di inaugurazione dei giochi olimpici, accendendo il braciere.
- La Nazionale di nuoto dell'Italia, guidata dal Commissario straordinario C.O.N.I. della Federazione Italiana Nuoto, Avvocato dello Stato Aurelio Vessichelli, vince 6 medaglie in totale (3 ori, 1 argento e 2 bronzi), risultato ed impresa storici per il nuoto italiano, mai ottenuti prima.[2]
- Domenico Fioravanti, oltre a diventare il primo italiano a vincere una medaglia d'oro nel nuoto, diventa il primo atleta a vincere i 100 e 200 metri rana, impresa mai riuscita fino ad allora.